# Atractus sanctaemartae
Atractus sanctaemartae là một loài rắn trong họ Colubridae. Loài này được Dunn mô tả khoa học đầu tiên năm 1946.